# Австралийская граллина
Австралийская граллина (лат. Grallina cyanoleuca) — вид птиц семейства монарховых. Выделяют два подвида. Распространены в Австралии, на Тиморе и юге Новой Гвинеи.

## Таксономия и этимология
Австралийская граллина была описана в 1801 году английским орнитологом Джоном Лэтемом под биноменом Corvus cyanoleucus. Видовое название происходит от др.-греч. κυάνεος — «синий» и др.-греч. λευκός — «белый», несмотря на чёрно-белое оперение. Однако чёрная спина может иметь голубоватый оттенок. Долгое время австралийскую граллину относили к семейству Corcoracidae. Впоследствии данный вид и близкородственный Grallina brujini были переклассифицированы в семейство Monarchidae. Эти два вида составляют кладу, которая рано отделилась от других монарховых и не имеет близких родственников в семействе.

## Описание
Австралийская граллина имеет средние размеры, достигая 25—30 см в длину. Масса тела варьирует от 63,9 до 118 г у самцов и от 70 до 94,5 г у самок. Ярко окрашена в чёрно-белый цвет. Полы похожи на расстоянии, но их легко отличить друг от друга: у самки белое горло, а у самца чёрное горло и белая «бровь». У самцов по боковой стороне головы ниже глаза проходит белая полоса. У самок от макушки вниз по боковой стороне лица к груди идёт широкая чёрная полоса. За этой полосой широкая белая область проходит от глаза вниз к плечу. Нижняя часть тела ниже верхней части груди белая, а ноги от тёмно-голубовато-серого до черноватого цвета. Клюв довольно длинный и тонкий, цвета слоновой кости или кремового. Радужная оболочка от белого до бледно-желтого или бледно-сероватого цвета. Молодые и незрелые особи обоего пола имеют белое горло самки и чёрное надбровье самца, а также белый живот.

## Вокализация
Австралийская граллина — один из 200 с лишним видов птиц мировой фауны, которые поют дуэтом. Каждый партнер издает примерно одну ноту в секунду, но с интервалом в полсекунды, так что людям трудно сказать, что на самом деле поют две птицы, а не одна. Основная функция дуэтного пения — защита территории. Показано, что дуэты являются более угрожающими, чем сольные песни. Граллины поют более энергично в ответ на дуэтные крики других птиц, чем на зов одиночного соперника, и ещё более энергично на песню незнакомой птицы. Ещё более мощную реакцию вызывает воспроизведение записанной экспериментатором незнакомой песни.

## Биология

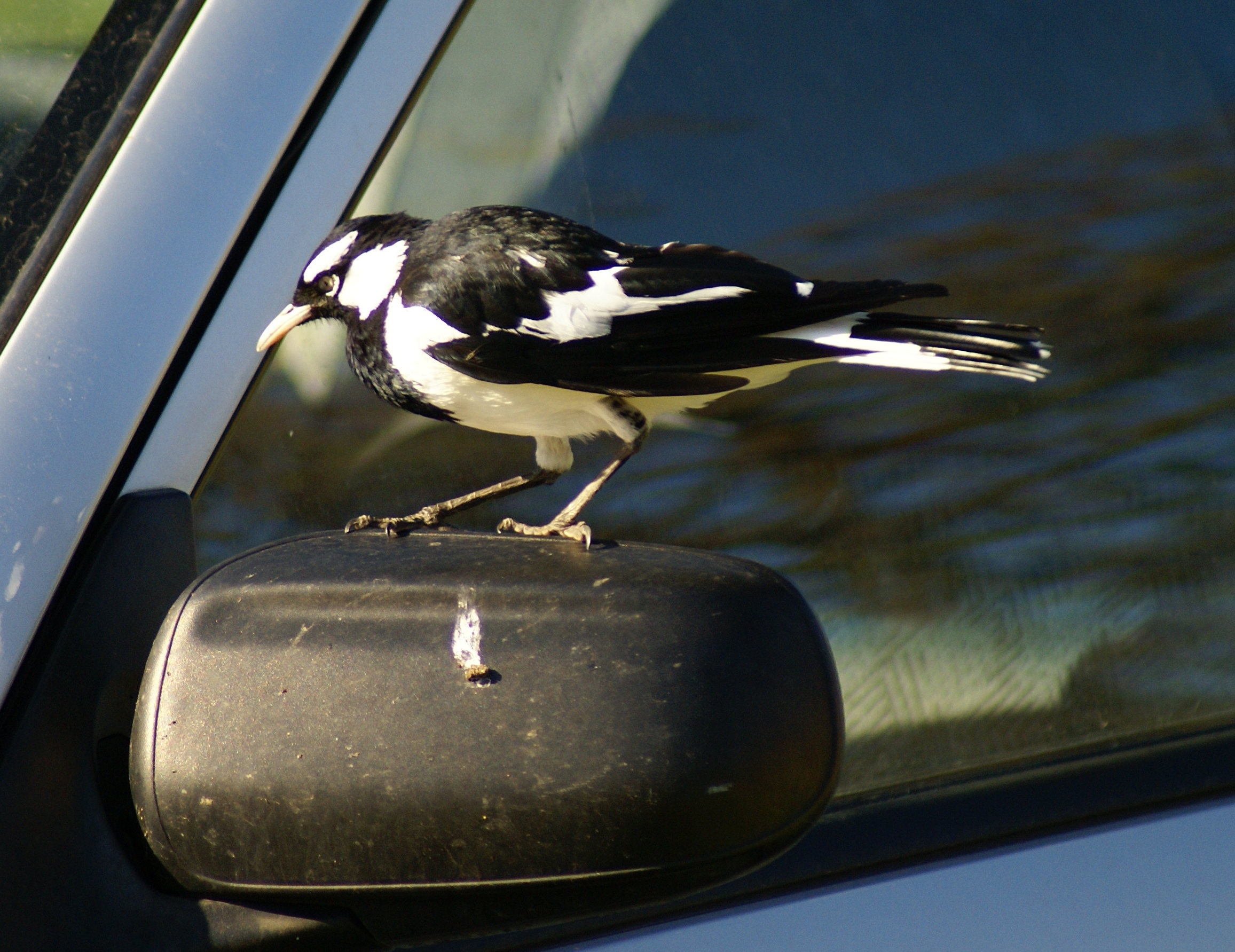
Австралийская граллина атакует зеркало автомобиля

Вне сезона размножения австралийская граллина часто образует небольшие стайки, состоящие из десятка особей. Иногда их можно наблюдать в составе смешанных групп с такими видами, как ворона-свистун, белая чекановая трясогузка (Ephthianura albifrons) и австралийский ибис.
Австралийская граллина — территориальный вид, особенно в период гнездования, и защищает свою территорию от более крупных видов, таких как сороки, вороны, кукабары и т. д. Могут нападать на людей, чтобы защитить место своего гнездования. Известно также, что они нападают на зеркала, окна и другие отражающие поверхности, в которых принимают свое отражение за вторгшегося на их территорию соперника.

### Питание
Австралийская граллина питается преимущественно беспозвоночными. Основу рациона составляют мелкие насекомые и их личинки. Кроме того, иногда ест мелких позвоночных, а также семена трав. Добывает пищу преимущественно на земле. В поисках пищи её можно увидеть в парках, пригородных садах и на пастбищах. Часто охотится на беспозвоночных на свежескошенных газонах, даже когда ещё идёт процесс скашивания. Очень редко добывает пищу в кронах деревьев или ловит насекомых на лету.

### Размножение

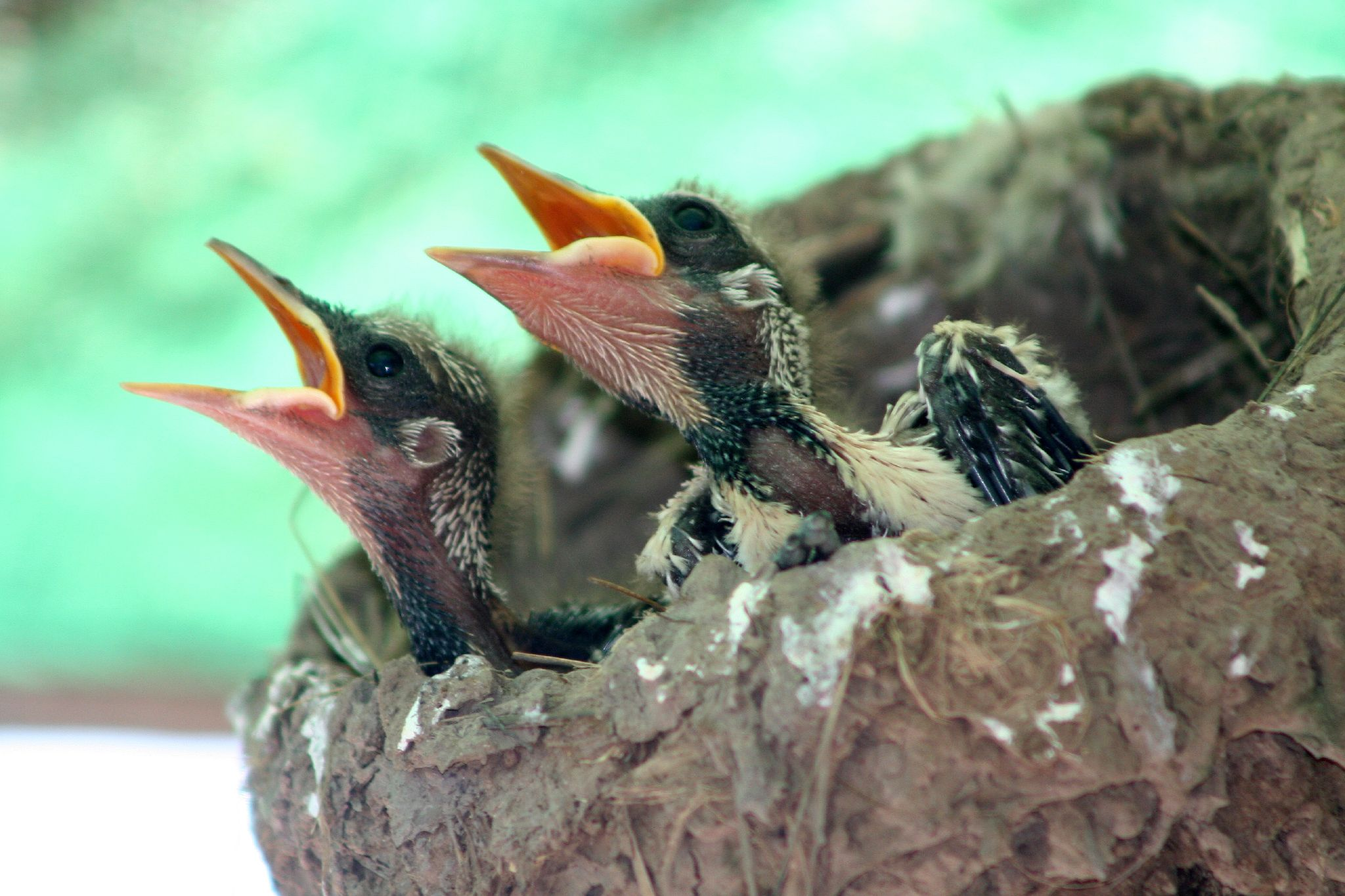
Два птенца австралийской граллины в гнезде

Австралийская граллина является моногамным видом, пары обычно образуются на всю жизнь. Сезон размножения продолжается с августа по февраль, а в засушливых районах спаривание может происходить в любое время года после дождей. За год бывает несколько выводков. Гнездо круглое, диаметром около 150 мм, с вертикальными сторонами и обычно размещается на плоской ветке где-нибудь у воды или на горизонтальной балке телефонного столба. Гнездо сооружается из травы и другого растительного материала, густо обмазанного грязью, внутри выстилается травой, перьями и мехом. В кладке 3—5 яиц. Насиживают яйца оба родителя. Инкубация продолжается до 18 дней. Птенцы оперяются примерно через три недели. Довольно часто выживают не все птенцы, поскольку иногда гнездо недостаточно велико для всех и один из птенцов выталкивает другого из гнезда, что ведёт к его гибели.

## Подвиды и распространение
Выделяют два подвида:
- G. c. cyanoleuca (Latham, 1801) — западная, центральная, восточная и южная Австралия
- G. c. neglecta Mathews, 1912 — север Австралии, Тимор и юг Новой Гвинеи